# دئوس اکس
دئوس اکس (به انگلیسی: Deus Ex) یک بازی ویدئویی سایبرپانک، اکشن نقش آفرینی با ترکیبی از عناصر تیراندازی اول شخص، مخفی‌کاری است که در سال ۲۰۰۰ توسط یون استورم ساخته و توسط آیداس اینتراکتیو منتشر شده‌است. این بازی در ابتدا برای سیستم عامل مایکروسافت ویندوز ساخته شد اما بعد برای سیستم مکنتاش و کنسول بازی پلی‌استیشن ۲ نیز سازگار شد.

## داستان
داستان بازی در سال ۲۰۵۲ و در یک ویران‌شهر اتفاق می‌افتد و شخصیت اصلی بازی، جی‌سی دنتون، مامور تازه وارد یک گروه ضد تروریستی آمریکایی است. جی‌سی آغاز به مبارزه با نیروهای تروریستی می‌کند که در جهان زیاد شده‌اند و آشفتگی ایجاد کرده‌اند. او در سفر ماجراجویانه‌اش و با آشکار شدن داستان، در یک دسیسهٔ قدیمی و پیچیده گرفتار می‌شود و با سازمان‌هایی مثل مجستیک ۱۲، ایلومیناتی و سازمان زیرزمینی سه‌گانهٔ هنگ کنگ برخورد می‌کند.

## بازتاب‌ها
دئوس اکس با نقدهای جهانی مثبت و فروش موفقیت آمیزی مواجه شد و از بین ۱۰۰ بازی برجستهٔ مجلهٔ پی‌سی گیمر و در رای گیری مجلهٔ پی‌سی زون «بهترین بازی کامپیوتری همهٔ زمان‌ها» نام گرفت. دئوس اکس بارها نامزد جوایز گوناگون و برندهٔ جایزهٔ بهترین بازی سال شد و برای پیشگام بودن در طراحی انتخاب بازیکن و مسیرهای چندگانهٔ روایت داستان مورد ستایش قرار گرفت. این بازی تا ۲۳ آوریل ۲۰۰۹، بیش از یک میلیون نسخه فروش کرد. برای دئوس اکس دنباله‌هایی به نام‌های دئوس اکس: جنگ نامرئی و دئوس اکس: تحول انسان ساخته شده‌است.